# مروارید سرخ
مروارید سرخ مجموعه تلویزیونی محصول سال ۱۳۸۳ به کارگردانی شاپور قریب و مسعود رسام و نویسندگی مسعود رسام است که در سال ۱۳۸۴ از شبکه تهران پخش شد.

## بازیگران
- مهدی پاکدل
- یوسف تیموری
- سام ملایموند
- سحر زکریا
- پوپک گلدره
- فریبا نادری
- حسن مؤذنی
- مینا نوروزی
- بهروز میرلو
- مهرداد ضیایی
- خشایار راد
- بهرام علیان
- هایده حائری
- فریده دریامج
- فرهاد مشایخی
- بهزاد مشایخی
- سینا ولی‌الله
- میترا تبریزی
- تارا سلیمانی
- رامین راستاد
- نونا یوسفیان
- سوگل طهماسبی
- محمود تالانی
- بهنام تشکر
- ترابعلی مولائی
- مرتضی آزادمند
- منصور ترکاشوند
- مجید محافظت‌‌کار
- پرنیان کاظمی‌پور
- حاج قاسم زمزم
- شمس‌الله حسن‌نژاد
- پویا بیات
- محمدرضا مکنتی
- شهلا محرمی
- بهزاد پیشکار
- اوشان شمس‌زاده
- بهار احمدی
- محراب توکلی